# Noriko Mizoguchi
Noriko Mizoguchi, född den 23 juli 1971 i Iwata, Japan, är en japansk judoutövare.
Hon tog OS-silver i damernas halv lättvikt i samband med de olympiska judotävlingarna 1992 i Barcelona.